# Голкохвіст вохристогузий
Голкохвіст вохристогузий (Chaetura brachyura) — вид птахів родини серпокрильцевих (Apodidae).

## Поширення
Вид поширений у тропічній частині Південної Америки від Панами, Колумбії та Гвіани на південь до Еквадору, Перу та Бразилії, мешкає також у Тринідаді і Тобаго, Гренаді та Сент-Вінсенті. Він рідко трапляється на висоті понад 800 м над рівнем моря навіть у найспекотніших частинах свого ареалу, а також у гірській або горбистій місцевості, але був зареєстрований на висоті 1300 м над рівнем моря. Він мешкає в різних середовищах існування, включаючи савани, відкриті ліси та сільсько-господарські райони.

## Підвиди
- C. b. praevelox, поширений у Гренаді, Сент-Вінсенті та Тобаго;
- C. b. brachyura, зустрічається від Панами до Тринідаду та Гвіани, на південь до західно-центральної Бразилії та північної Болівії;
- C. b. ocypetes, на південному заході Еквадору та північному заході Перу;
- C. b. cinereocauda, в північно-центральній частині Бразилії.[3]

## Опис
Птах завдовжки близько 10,5 см і вагою 20 г. Має довгі вузькі крила, міцне тіло і короткий хвіст. Статі схожі. Оперення має переважно чорний колір із блідим крупом і хвостом.